# Dark Gathering
Dark Gathering (jap. ダークギャザリング Dāku gyazaringu) – manga autorstwa Ken’ichiego Kondō, publikowana na łamach magazynu „Jump Square” wydawnictwa Shūeisha od marca 2019. Na jej podstawie studio OLM wyprodukowało serial anime, który emitowano od lipca do grudnia 2023.

## Fabuła
Keitarō Gentōga to młody mężczyzna, który ma predyspozycje do przyciągania duchów. Przyniosło mu to problemy w przeszłości, dlatego postanowił żyć w izolacji w obawie przed zranieniem otaczających go osób. Jego przyjaciółka z dzieciństwa, Eiko Hōzuki, poleca mu pracę jako prywatny korepetytor, aby pomóc mu ponownie odnaleźć się w społeczeństwie. W ten sposób poznaje Yayoi, kuzynkę Eiko, która także ma zdolności medium spirytystycznego i poszukuje ducha, który porwał jej matkę. Od teraz duet rozpoczyna wspólne polowania na duchy.

## Bohaterowie
- Keitarō Gentōga (jap. 幻燈河 螢多朗 Gentōga Keitarō)

Seiyū: Nobunaga Shimazaki 
Młody mężczyzna z przeklętą prawą ręką i naturalną skłonnością do przyciągania duchów. Jako dziecko Keitarō przeżył spotkanie ze zjawiskiem nadprzyrodzonym, które sprawiło, że zarówno on, jak i jego przyjaciółka Eiko zostali przeklęci przez nieznanego ducha, w wyniku czego z ich rąk zaczęły wyrastać nerwy. To traumatyczne wydarzenie spowodowało, że Keitarō zamknął się w sobie, odizolowując się od świata, dopóki Eiko nie pomogła mu powrócić do normalnego życia. By ponownie odnaleźć się w społeczeństwie, Keitarō, za namową Eiko, podjął pracę jako prywatny nauczyciel Yayoi. Obecnie klątwa jest tłumiona dzięki pomocy jego babci, która jest kapłanką w świątyni. Eiko dostrzegła, że choć Keitarō boi się zjawisk nadprzyrodzonych, to jednocześnie fascynuje go strach, jaki budzą. Uczucia, które żywi wobec Eiko, są odwzajemnione, co wielokrotnie znajdywało odzwierciedlenie w jego działaniach i słowach.
- Yayoi Hōzuki (jap. 寶月 夜宵 Hōzuki Yayoi)

Seiyū: Yū Sasahara 
Pierwsza uczennica Keitarō. Na początku była zwykłym dzieckiem, ale z nieznanych powodów rozwinęła się u niej polikoria w obu oczach. Początkowo widziała duchy jedynie jako zamglone sylwetki, jednak po wypadku, w którym straciła rodziców, zaczęła widzieć je wyraźnie. Podczas tamtego zdarzenia była świadkiem, jak duch jej matki został uprowadzony przez embrion o duchowym pochodzeniu, co sprawiło, że postawiła sobie za cel odzyskanie matki poprzez łapanie duchów, aby pokonać sprawcę. Po wypadku jej IQ zostało ocenione na ponad 160, a jej inteligencja niejednokrotnie uratowała całą trójkę podczas ich wypraw.
- Eiko Hōzuki (jap. 寶月 詠子 Hōzuki Eiko)

Seiyū: Kana Hanazawa 
Kuzynka Yayoi i przyjaciółka Keitarō z dzieciństwa, która posiada przeklętą lewą rękę w wyniku tego samego zdarzenia, które dotknęło Keitarō. Od najmłodszych lat darzy Keitarō uczuciem, które z czasem przerodziło się w mroczną i wypaczoną obsesję. Jest nadopiekuńcza do granic możliwości, regularnie podsłuchując, umieszczając ukryte kamery i urządzenia GPS, aby monitorować jego ruchy oraz parametry życiowe bez jego wiedzy. Mimo posiadania imponujących umiejętności w dziedzinie informatyki, rozwiniętych dzięki swoim działaniom związanym z inwigilacją, oraz doskonałych wyników w nauce, zdecydowała się studiować folklor, aby lepiej zrozumieć zmagania Keitarō z siłami nadprzyrodzonymi. Nie widzi duchów tak jak Yayoi czy Keitarō.
- Ai Kamiyo (jap. 神代 愛依 Kamiyo Ai)

Seiyū: Rina Kawaguchi 
Druga uczennica Keitarō. Jest energiczną dziewczyną z gwieździstymi źrenicami, które są znakiem, że została naznaczona przez boga jako jego oblubienica. Z powodu wycieku boskiej energii z gwieździstych pieczęci w jej oczach, Ai przyciąga błąkające się duchy. Początkowo wydaje się niezdarną dziewczyną, której pech zawsze wciąga w kłopoty ludzi wokół niej, w tym jej brata, który zginął, ratując ją przed spadającymi stalowymi pylonami. Później jednak okazuje się, że to złowrogie bóstwo przekierowuje wszystkie nieszczęścia Ai na osoby z jej otoczenia, aby chronić swoją oblubienicę przed jakąkolwiek krzywdą. Ai przeznaczone jest umrzeć i stać się żoną boga w dniu swoich 20. urodzin.

## Manga
Pierwszy rozdział mangi został opublikowany 4 marca 2019 w magazynie „Jump Square”. Następnie wydawnictwo Shūeisha rozpoczęło zbieranie rozdziałów do wydań w formacie tankōbon, których pierwszy tom ukazał się 4 czerwca tego samego roku. Według stanu na 4 stycznia 2025, do tej pory wydano 17 tomów.
| Nr | Data wydania (język japoński) | ISBN (język japoński)  |
| -- | ----------------------------- | ---------------------- |
| 1  | 4 czerwca 2019                | ISBN 978-4-08-881856-6 |
| 2  | 4 października 2019           | ISBN 978-4-08-882089-7 |
| 3  | 4 lutego 2020                 | ISBN 978-4-08-882214-3 |
| 4  | 4 czerwca 2020                | ISBN 978-4-08-882323-2 |
| 5  | 2 października 2020           | ISBN 978-4-08-882441-3 |
| 6  | 4 lutego 2021                 | ISBN 978-4-08-882559-5 |
| 7  | 4 czerwca 2021                | ISBN 978-4-08-882677-6 |
| 8  | 4 listopada 2021              | ISBN 978-4-08-882830-5 |
| 9  | 4 marca 2022                  | ISBN 978-4-08-883054-4 |
| 10 | 4 sierpnia 2022               | ISBN 978-4-08-883205-0 |
| 11 | 2 grudnia 2022                | ISBN 978-4-08-883295-1 |
| 12 | 4 kwietnia 2023               | ISBN 978-4-08-883456-6 |
| 13 | 4 sierpnia 2023               | ISBN 978-4-08-883534-1 |
| 14 | 4 grudnia 2023                | ISBN 978-4-08-883720-8 |
| 15 | 2 maja 2024                   | ISBN 978-4-08-883891-5 |
| 16 | 4 września 2024               | ISBN 978-4-08-884180-9 |
| 17 | 4 stycznia 2025               | ISBN 978-4-08-884333-9 |

## Anime
W lipcu 2022 ogłoszono, że manga otrzyma adaptację w formie telewizyjnego serialu anime. Za produkcję odpowiadało studio OLM, za reżyserię zaś Hiroshi Ikehata. Scenariusz napisał Shigeru Murakoshi, projekty postaci przygotował Shinya Segawa, a muzykę skomponowali Kohta Yamamoto, Shun Narita i Yūsuke Seo. Seria była emitowana od 10 lipca do 25 grudnia 2023 w Tokyo MX i innych stacjach.

### Ścieżka dźwiękowa
| Nr             | Tytuł                                | Wykonawcy     | Źródło   |
| Czołówka       | Czołówka                             | Czołówka      | Czołówka |
| -------------- | ------------------------------------ | ------------- | -------- |
| 1              | „Kakuriyo” (jap. 幽世)               | Luz           | [ 25 ]   |
| Napisy końcowe |                                      |               |          |
| 1              | „Haiiro” (jap. 灰色)                 | Kana Hanazawa | [ 26 ]   |
| 2              | „Intaglio” (jap. インタリオ Intario) | Kana Hanazawa | [ 27 ]   |

## Odbiór
W 2020 manga była nominowana do nagrody Next Manga Award w kategorii drukowanej. Do września 2023 seria rozeszła się w nakładzie ponad 1 miliona egzemplarzy.